# Wapen van Muntendam

Het wapen van Muntendam

Het wapen van Muntendam werd op 30 december 1929 per Koninklijk Besluit door de Hoge Raad van Adel aan de Groninger gemeente Muntendam toegekend. Vanaf 1990 is het wapen niet langer als gemeentewapen in gebruik omdat de gemeente Muntendam opging in de gemeente Oosterbroek. In 1992 werd de naam van de gemeente hernoemd in Menterwolde. Een in 1926 door de gemeente ingediend ontwerp werd afgekeurd door de Hoge Raad van Adel, omdat het ontwerp heraldisch niet correct was, maar ook omdat het niet onderscheidend genoeg was. Daarnaast had zij problemen met de verbeelding van de naam Muntendam. Een door haar vereenvoudigd tegenvoorstel werd pas in 1929 door de gemeente geaccepteerd en kon het wapen toen verleend worden. In het wapen van Menterwolde werd de kleurencombinatie groen-goud-groen overgenomen.

## Blazoenering
De blazoenering van het wapen luidt als volgt:
In sinopel een paal van goud en in een vrijkwartier van goud een dubbele adelaar van sabel hebbende op de borst een schildje van zilver met een dwarsbalk van sinopel. Het schild gedekt met eene vijfbladerige gouden kroon.

## Verklaring
De paal symboliseert de belangrijkste dijk in Muntendam rondom de polder De Munte. In het vrijkwartier is het wapen van de stad Groningen opgenomen omdat Muntendam onder het rechtsgebied van de stad viel.

## Verwante wapens

Wapen van Groningen (stad)
Wapen van Menterwolde